# Justy×Nasty ～魔王開始了～
《Justy×Nasty ～魔王開始了～》（日语：Justy×Nasty 〜魔王はじめました〜）是Whirlpool在2012年12月21日發售的戀愛冒險類型成人遊戲。PlayStation Vita平台遊戲於2015年3月26日發售。

## 故事
故事為近年因为少子化的影响使「创圣学园」、「造魔学园」2所学园合并诞生出了「创圣造魔学园」，展开勇者与魔王之间的斗争。

## 登場人物

### 主要角色
神威清春
作品男主角。從小被父亲強迫接受魔王英才教育。有與動物對話的能力。
小野瀬真奈（聲：桐谷華）
英雄部・勇者科2年級學生。
黒木霧江（聲：青山由香里）
暗黑骑士部·魔剑士科2年級學生。
（聲：夏野冰）
神威清春的義妹。魔术部·贤者科1年級學生。
加賀美響（聲：櫻川未央）
术士部·魔界魔道士科1年級學生。喜欢读书。
大槻果林（聲：遠野Soyogi）
圣骑士部·战士科3年級學生。

### 其他人物
（聲：黒木大）
中年男性。當男主角困難的時候，他幾乎總是會出現並想要提供建議。出現在學校周圍的各個地方。
松原紫苑（聲：一色光）
神威清春班上班級主任。
天空城流比壽（聲：青葉林檎）
勇者学園的學園長。
木崎純（聲：城樹翔）
神威清春的朋友。

## 評價
《Justy×Nasty ～魔王開始了～》在日本美少女游戏与动画相关商品销售网站Getchu.com的2012年12月销量榜上排名第2名，2013年1月排名第21名。

## 外部連結
- 官方网站（日語）